# Katuaq
Katuaq est un centre culturel situé à Nuuk, capitale du Groenland. Il est utilisé pour en tant que salle de concert et salle de cinéma. Il accueille également des conférences et des expositions. Il a été inauguré le 15 février 1997.

## Bâtiment
Conçu par le cabinet d'architectes danois Schmidt Hammer Lassen (en), Katuaq est un bâtiment en forme de L inspiré par les aurores boréales.

## Équipements
Katuaq contient deux salles, l'une pouvant accueillir 1 008 personnes et la plus petite 508. La grande salle est utilisée pour des concerts, des pièces de théâtre, des conférences, et comme cinéma. Le complexe comprend également une école d'art, une bibliothèque, des salles de réunion, des bureaux administratifs et un café.